# كريستوس باتساتزوغلو
كريستوس باتساتزوغلو (باليونانية: Χρήστος Πατσατζόγλου)‏ ، من مواليد 19 مارس 1979 في أثينا في اليونان ، لاعب كرة قدم يوناني.
يلعب مع نادي أولمبياكوس منذ عام 2000.
بدأ باللعب مع منتخب اليونان لكرة القدم في عام 2000.

## روابط خارجية
- كريستوس باتساتزوغلو على موقع الاتحاد الدولي (مؤرشف)  (الإنجليزية)
- كريستوس باتساتزوغلو على موقع الاتحاد الأوربي (الإنجليزية)
- كريستوس باتساتزوغلو على موقع قاعدة بيانات كرة القدم.إي يو (الإنجليزية)
- كريستوس باتساتزوغلو على موقع ناشيونال فوتبول تيمز (الإنجليزية)
- كريستوس باتساتزوغلو على موقع Soccerway.com (الإنجليزية)
- كريستوس باتساتزوغلو على موقع عالم كرة القدم.نت (الإنجليزية)
- كريستوس باتساتزوغلو على موقع كووورة